# Искровский сельсовет (Курганская область)
Искровский сельсовет — упразднённые административно-территориальная единица и муниципальное образование (сельское поселение) в Звериноголовском муниципальном районе Курганской области России. Административный центр — посёлок Искра.
24 декабря 2021 года сельсовет был упразднён в связи с преобразованием муниципального района в муниципальный округ.

## География
Расположено в юго-западной части Звериноголовского района.
Площадь сельского поселения составляет 1141 гектар.
Граничит:
- на юге и западе с Прорывинским сельсоветом;
- на севере, востоке и юге с Озёрнинским сельсоветом[1].

Протяженность автодорог местного значения: 5 км.

## Население
| 2002 | 2010 | 2012 | 2013 | 2014 | 2015 | 2016 |
| ---- | ---- | ---- | ---- | ---- | ---- | ---- |
| 783  | ↘632 | ↘625 | ↘596 | ↘570 | ↘546 | ↘531 |
| 2017 | 2018 | 2019 | 2020 |      |      |      |
| ↘512 | ↘501 | ↘480 | ↘463 |      |      |      |

## Состав сельского поселения
| № | Населённый пункт | Тип населённого пункта          | Население |
| - | ---------------- | ------------------------------- | --------- |
| 1 | Искра            | посёлок, административный центр | ↘463      |